# Concejo Regional Tamar
El Concejo Regional de Tamar (en hebreo: מועצה אזורית תמר‎, Mo'atza Ezorit Tamar) es un concejo regional del Distrito Sur de Israel, en los márgenes sur y oeste del Mar Muerto a lo largo del valle de Aravá. El concejo fue establecido en 1955 con la apertura de alojamientos en Sodoma, cerca de la planta de Dead Sea Works y su jurisdicción abarca una superficie de 1650 km².
El primer jefe del Concejo fue Yehuda Almog (Kopelivitch), que había vivido en la zona desde 1934. El actual Alcalde del Concejo Regional de Tamar es Dov Litvinoff.

## Demografía
En la actualidad el concejo abarca aldeas comunales, áreas destinadas a la agricultura, fábricas, sitios turísticos e instalaciones militares y civiles. El concejo de Tamar tiene una población permanente de 2.300 habitantes, de los cuales la mitad son judíos que viven en unas cinco comunidades, y la otra mitad son árabes que viven en comunidades no reconocidas. Una gran cantidad de personas de otras áreas están empleadas con contratos anuales o de temporada en Dead Sea Works, el distrito hotelero del Mar Muerto en Neve Zohar y muchos otros puntos turísticos como Ein Guedi y Masada. De acuerdo con la Oficina Central de Estadísticas de Israel (CBS), la población total del concejo regional en el año 2006 fue de 2.300 habitantes.

## Lista de asentamientos

### Asentamientos comunitarios
- Ir Ovot
- Neve Zohar

### Complejo turístico
- Ein Bokek (complejo turístico)

### Kibutz
- Ein Guedi
- Har Amasa

### Moshav
- Ein Hatzeva
- Ein Tamar
- Neot Hakikar

## Yacimiento arqueológico
- Masada.